# Anton Ehmann
Anton Ehmann (ur. 17 grudnia 1972 w Eibiswald) – austriacki piłkarz występujący na pozycji obrońcy oraz trener.

## Kariera klubowa
Ehmann karierę rozpoczynał w 1989 roku w amatorskim klubie Deutschlandsberger SC. W 1995 roku przeszedł do drugoligowej drużyny SVL Flavia Solva, a na początku 1996 roku trafił do zespołu LASK Linz z austriackiej Bundesligi. Spędził tam pół roku, a potem odszedł do ekipy SV Ried, także grającej w Bundeslidze. Jej barwy reprezentował z kolei przez rok.
W 1997 roku podpisał kontrakt z Grazerem AK (Bundesliga) i spędził tam dziewięć lat. W tym czasie wywalczył z klubem mistrzostwo Austrii (2004), dwa wicemistrzostwa Austrii (2003, 2005), trzy Puchary Austrii (2000, 2002, 2004) oraz dwa Superpuchary Austrii (2000, 2002).
W 2006 roku Ehmann ponownie został graczem LASK-u Linz. Po roku spędzonym w tym klubie, odszedł do drużyny SK Schwadorf z Erste Ligi. Zadebiutował w niej 31 lipca 2007 roku w przegranym 1:3 pojedynku z Austrią Magna Amateure. W 2008 roku przeniósł się do innego zespołu Erste Ligi, FC Gratkorn, gdzie w 2010 roku zakończył karierę.

## Kariera reprezentacyjna
W reprezentacji Austrii Ehmann zadebiutował 20 listopada 2002 roku w przegranym 0:1 towarzyskim meczu z Norwegią. W latach 2002–2005 w drużynie narodowej rozegrał w sumie 13 spotkań.